# Slowakische Billie-Jean-King-Cup-Mannschaft
|                                                |
| Teilnahmen der slowakischen Fed-Cup-Mannschaft |

Die slowakische Billie-Jean-King-Cup-Mannschaft ist die Tennisnationalmannschaft der Slowakei, die im Billie Jean King Cup eingesetzt wird. Der Billie Jean King Cup (bis 1995 Federation Cup, 1996 bis 2020 Fed Cup) ist der wichtigste  Nationenwettbewerb im Damentennis, analog dem Davis Cup bei den Herren.

## Geschichte
Die Tschechoslowakei gewann den Titel bislang fünf Mal; die Titel wurden aber Tschechien angerechnet, was eigentlich nicht korrekt ist. Radomira Zrubáková gewann 1988 im Finale den ersten Punkt. Erstmals nahm die Slowakei 1992 am Billie Jean King Cup teil. Das beste Abschneiden war der Titelgewinn im Jahr 2002. Am 2. und 3. November 2002 in Maspalomas bezwang Daniela Hantuchová Magüi Serna mit 6:2, 6:1 und Conchita Martínez mit 6:7(8), 7:4, 6:4. Den dritten Punkt holte Janette Husárová mit einem 6:0, 6:2-Sieg über Arantxa Sánchez Vicario.

## Teamchefs
- Mojmir Mihal, bis 2008
- Matej Lipták, seit 2009

## Spielerinnen der Mannschaft (unvollständig)
| Spielerinnen              | Einsätze | Einsätze | Einsätze   |
| Spielerinnen              | erster   | letzter  | Bilanz S/N |
| ------------------------- | -------- | -------- | ---------- |
| Jana Čepelová             | 2011     | 2017     | 6:8        |
| Dominika Cibulková        | 2005     | 2016     | 21:19      |
| Daniela Hantuchová        | 1999     | 2017     | 38:20      |
| Janette Husárová          | 1994     | 2014     | 17:12      |
| Kristína Kučová           | 2008     | 2017     | 1:5        |
| Tereza Mihalíková         | 2016     | 2016     | 0:1        |
| Magdaléna Rybáriková      | 2005     | 2015     | 14:11      |
| Anna Karolína Schmiedlová | 2012     | 2017     | 7:5        |
| Kristína Schmiedlová      | 2015     | 2015     | 0:1        |
| Rebecca Šramková          | 2017     | 2017     | 3:2        |